# Виноградов, Владимир Николаевич (Герой Социалистического Труда)
Владимир Николаевич Виноградов (25 февраля 1923, Немчиновка, Московская губерния, СССР—18 июля 2003, Москва) — советский учёный в области нефтехимии, Доктор технических наук, профессор, ректор Московского института нефтехимической и газовой промышленности имени И. М. Губкина (1962—1993), Герой Социалистического Труда (1983), почётный член Российской академии естественных наук РАЕН (1993).

## Биография
Владимир Николаевич Виноградов родился 25 февраля 1923 года в посёлке Немчиновка (ныне — Одинцовский район Московской области). В 1940 году окончил школу № 174 в Москве и поступил на учёбу в Московский нефтяной институт. С началом Великой Отечественной войны принимал участие в постройке оборонительных рубежей на подступах к Москве. В октябре 1941 года добровольцем ушёл на фронт в составе 4-й Московской коммунистической дивизии народного ополчения, затем воевал в составе частей Рабоче-крестьянской Красной Армии. В апреле 1942 года Виноградов был тяжело ранен в ноги и после длительного лечения был демобилизован по состоянию здоровья.
Вернувшись в Москву, Виноградов продолжил учёбу в институте, окончил его механический факультет в 1950 году. Проявил себя как комсомольский активист, был секретарём институтского комитета комсомола, секретарём Ленинского райкома комсомола Москвы, заведующим отделом Московского горкома комсомола. После окончания аспирантуры Виноградов остался преподавать на нефтемеханическом факультете института имени Губкина, прошёл путь от старшего преподавателя кафедры до ректора этого института. Возглавлял институт в течение 31 года.
Виноградов являлся автором свыше двухсот научных работ, в том числе 7 монографий, обладателем 49 патентов на изобретения. В 1956 году он защитил кандидатскую, в 1969 году — докторскую диссертацию. За время его руководства институтом это учебное заведение стало базовым учреждением высшего профессионального образования в области нефтехимической и газовой промышленности, обзавелось новыми лабораторными и учебными корпусами, общежитиями, объектами социальной сферы. Кроме того, при активном участии Виноградова был создан Институт проблем нефти и газа Академии наук ССР, в течение трёх лет он являлся его директором.
Входил во многие образовательные и научно-технические объединения, редакционные коллегии журналов.
С 1985 по 1992 год — президент Ассоциации московских вузов; председатель Совета ректоров Москвы.
С 1992 по 1994 год — президент Союза ректоров России.
Четырнадцать раз избирался депутатом Моссовета. За заслуги в области науки и образования Виноградову были присвоены многие почётные звания, в том числе заслуженного деятеля науки Узбекской и Туркменской ССР, присуждены две премии имени академика И. М. Губкина.
Указом Президиума Верховного Совета СССР от 24 февраля 1983 года за «большие заслуги в подготовке высококвалифицированных кадров, развитие научных исследований и в связи с шестидесятилетием со дня рождения» Владимир Николаевич Виноградов был удостоен высокого звания Героя Социалистического Труда с вручением ордена Ленина и медали «Серп и Молот».
В 1993 году Виноградов ушёл с поста ректора университета, но остался советником нового ректора.
Скончался в 2003 году, похоронен в колумбарии Новодевичьего кладбища Москвы.

## Память
- В 1989 году присвоено звание «Почётный гражданин города Нелидово»[4].
- 21 августа 2013 года в честь имени Владимира Николаевича Виноградова названо месторождение нефти в Ханты-Мансийском автономном округе.
- В 2020 году в Москве на Профсоюзной улице, дом 43, где жил В. Н. Виноградов, была установлена мемориальная доска[5][4].
- В 2023 году выпущена почтовая марка посвящённая 100-летию со дня рождения В. Н. Виноградова.

## Награды и звания
- Два ордена Ленина (28.10.1948, 24.02.1983).
- Орден Октябрьской Революции (4 января 1980 года).
- Два ордена Трудового Красного Знамени.
- Орден Отечественной войны I степени.
- Орден Красной Звезды.
- Орден Дружбы народов (18 февраля 1993 года) — за большие заслуги в развитии отечественной науки и подготовке высококвалифицированных специалистов для нефтегазовых отраслей промышленности[6].
- Награждён рядом медалей[1].
- Почетный нефтяник.
- Почетный работник газовой промышленности.
- Почётный разведчик недр.
- Почетный работник высшей школы[5].